# Shararat
Pour plus de détails, voir Fiche technique et Distribution.
Shararat est un film indien de Gurudev Bhalla, sorti en 2002. Avec Abhishek Bachchan, Hrishitaa Bhatt et Amrish Puri dans les rôles principaux, il raconte l'histoire d'une jeune homme riche et désœuvré qui est condamné à travailler dans une maison de retraite. Les chansons sont composées par Babloo Chakravorty. 

## Synopsis
Rahul Khanna, fils unique d'une riche famille d'industriels, trompe son ennui en commettant de nombreuses frasques dont il se tire en graissant la patte des policiers. Mais après avoir brûlé une série de feux tricolores et provoqué plusieurs accidents, il est arrêté par le DCP Bhosle qui refuse de se laisser corrompre. Sur la suggestion de Neha Sengupta, le juge Murthy le condamne à un travail d'intérêt général dans une maison de retraite.

## Fiche technique et artistique
- Titre : Shararat
- Réalisateur : Gurudev Bhalla
- Scénario : Urmi Juvekar
- Musique : Babloo Chakravorty
- Chorégraphie : Bosco Martis, Caesar Gonsalves et Saroj Khan
- Direction artistique : Samir Chanda
- Photographie : Apurba Kishore Bir
- Montage : Sanjay Sankla
- Cascades et combats : Bhiku Verma et Pappu Verma
- Production : Gurudev Bhalla (Work Station)
- Langue : hindi
- Pays d'origine : Inde
- Date de sortie : 12 juillet 2002
- Format : Couleurs - 35 mm - 2.20 : 1
- Genre : comédie
- Durée : 155 minutes

## Distribution
- Abhishek Bachchan : Rahul Khanna
- Hrishitaa Bhatt : Neha Sengupta
- A K Hangal : Gajanan Desai
- Dara Singh : M Gujral
- Tinu Anand : Saifuddin
- Helen : Anuradha Mathur
- Daisy Irani : Mme Chitra Gujral
- Amrish Puri : Prajapati
- Viju Khote : Keshav Deshpande
- Shobha Khote : Shanta Deshpande
- Romesh Sharma : Niranjan Khanna, père de Rahul
- Navni Parihar : Nandini Khanna, mère de Rahul
- Anjan Srivastava : Juge K. R. P. Murthy
- Mohnish Behl : Vikram Saxena
- Aashish Vidyarthi : Arora
- Om Puri : DCP Bhosle

## Musique
Les chansons sont composées par Babloo Chakravorty.